# TCDD 45 001–062
Die Dampflokomotiven der Baureihe 45001 (auch als 45.001 bezeichnet) der Türkischen Staatsbahn (TCDD) gehörten zu den ersten Neubeschaffungen für die türkischen Eisenbahnen nach der Gründung der Republik im Jahr 1923 durch Mustafa Kemal Atatürk. Sie waren die ersten leistungsfähigen Güterlokomotiven, die von der TCDD nach ihrer Gründung beschafft wurden. Die letzten Exemplare blieben bis zum Ende des Dampfbetriebs der TCDD um 1990 im Einsatz.

## Geschichte
Nach der Gründung der Republik übernahm der türkische Staat die bislang von verschiedenen privaten Unternehmen betriebenen Strecken schrittweise in eigenen Besitz und Betrieb. Zunächst wurden 1924 die Anatolische Eisenbahn (CFOA) und die mit der CFOA verbundenen Streckenabschnitte der Bagdadbahn übernommen, aus denen dann 1927 die heutige TCDD gebildet wurde. Bedingt durch die jahrelange Vernachlässigung des Eisenbahnbetriebs während des Ersten Weltkriegs und des nachfolgenden Griechisch-Türkischen Kriegs fehlte es der neugegründeten TCDD an leistungsfähigen Lokomotiven. Zudem verfolgte Kemal Atatürk im Zuge seiner durchgreifenden Reformen unter anderem das Ziel eines umfassenden Ausbaus des türkischen Eisenbahnnetzes. Dafür waren neue Fahrzeuge erforderlich. Die TCDD startete daher ein umfassendes Neubauprogramm.
Während des Ersten Weltkriegs hatte das Osmanische Reich vom verbündeten Deutschen Reich bereits diverse Neulieferungen an Lokomotiven aus Beständen der Preußischen Staatsbahnen erhalten. Diese hatten sich mit ihrer einfachen Technik und robusten Bauweise in der Türkei bewährt. Die TCDD orientierte sich daher bei ihren Neubauten an preußischen Vorbildern. Für die neue schwere Güterzuglokomotive diente die Preußische G 8.2 als Vorbild, von der die Reihe 45 im Wesentlichen nur bei der Kessellänge und dem Achsstand abweichend konstruiert wurde.
Die ersten sechs Exemplare lieferte der schwedische Hersteller Nydqvist och Holm (Nohab) 1927 aus, zunächst noch mit Lokomotivbeschriftung in arabischer Schrift. Ab 1928 folgten weitere Exemplare, die mit Ausnahme von acht durch den belgischen Hersteller Tubize gelieferten Exemplaren alle bei Nohab in Trollhättan gebaut wurden. Bis 1935 erhielt die TCDD insgesamt 62 Lokomotiven dieser Bauart.
Sie stellten bis zur Auslieferung der ersten Exemplare der Reihe TCDD 56 001–166 1937 das Rückgrat des schweren Güterzugverkehrs in der Türkei dar. Vor allem auf den in den 1930er Jahren eröffneten neuen, für den Montanverkehr wichtigen Strecken nach Samsun und in das Kohlerevier nach Zonguldak wurden sie eingesetzt, wobei sie neben Güterzügen im Personenverkehr eingesetzt wurden. Die ersten Exemplare wurden noch vor Fertigstellung der durchgehenden Strecken mit Fähren nach Samsun gebracht, um beim Streckenbau eingesetzt zu werden. Nohab lieferte nicht nur Lokomotiven an die TCDD, die Firma übernahm die Leitung eines Konsortiums, das den Streckenbau nach Zonguldak übernahm.
Auf der Strecke nach Zonguldak wurden die 45er nach deren Auslieferung ab Ende der 1940er Jahre durch die „Skyliner“ TCDD 56 301–388 ersetzt. In den 1960er Jahren wurden sie bereits in größerem Umfang ausgemustert. Dagegen blieb die Strecke nach Samsun bis Ende der 1980er Jahre eine wichtige Einsatzstrecke. Zuletzt wurden einige Exemplare der Baureihe noch bis 1990 auf der vom übrigen TCDD-Netz isolierten Kohlenbahn von Ereğli nach Armutçuk am Ufer des Schwarzen Meeres eingesetzt.

## Technische Merkmale
Die Lokomotiven der Reihe 45001 wurden gerne als „verlängerte Preußische G 8.2“ bezeichnet, da sie mit Ausnahme der Kessellänge und des Achsstands weitgehend baugleich zur G 8.2 sind. Lediglich der Kessel besitzt eine um 400 Millimeter größere Länge, entsprechend ist der Achsstand zwischen der führenden, als Bisselgestell ausgeführten, Laufachse und der ersten Kuppelachse um 100 Millimeter vergrößert worden. Äußerlich fällt dies durch den größeren Abstand zwischen Schornstein- und Zylindermitte auf. Da damit lediglich die Rohrheizfläche und nicht die Strahlungsheizfläche vergrößert wurde, konnte keine nennenswerte Steigerung der Kesselleistung im Vergleich zur G 8.2 erzielt werden.
Die übrigen Konstruktionsmerkmale sind baugleich zur G 8.2. Wie diese besitzen die 45001 einen Barrenrahmen und einen Belpaire-Stehkessel, Anzahl und Durchmesser von Heiz- und Rauchrohren im Kessel sind gleich. Die bei den ersten Exemplaren verwendeten Knorr-Speisewasservorwärmer wurden nach einigen Jahren durch Friedmann-Injektoren ersetzt.

## Erhaltene Lokomotiven
Erhalten blieben bislang sieben Exemplare. Ein Exemplar, die 45002, steht im Eisenbahnmuseum Çamlık bei Izmir, weitere befinden sich als Denkmallokomotiven vor verschiedenen Bahnhöfen, so in Konya und in Bandırma.